# Chai Badan (huyện)
Chai Badan (tiếng Thái: ชัยบาดาล) là một huyện (amphoe) ở phía đông của tỉnh Lopburi, miền trung Thái Lan.

## Lịch sử
Chai Badan là một thị xã cổ ở thung lũng sông Pa Sak thuộc Nakhon Ratchasima. Năm 1914, đơn vị này được nâng cấp thành huyện thuộc tỉnh Phetchabun. Năm 1918, huyện này được chuyển sang cho tỉnh Sara Buri. Cuối cùng, huyện này được chuyển sang tỉnh Lopburi vào ngày 1 tháng 11 năm 1941.

## Địa lý
Các huyện giáp ranh (từ phía đông theo chiều kim đồng hồ) là Lam Sonthi, Tha Luang, Phatthana Nikhom, Khok Samrong và Khok Charoen của tỉnh Lopburi, và Si Thep của tỉnh Phetchabun.
Huyện có thác nước Wang Kan Luang là nơi thu hút du khách.

## Hành chính
Huyện này được chia thành 17 phó huyện (tambon), các đơn vị này lại được chia ra thành 136 làng (muban). Lam Narai là thị trấn (thesaban tambon) và nằm trên một phần của tambon Lam Narai và Chai Narai. Có 16 Tổ chức hành chính tambon.
| STT | Tên              | Tên Thái    | Số làng | Dân số |  |  |
| 1.  | Lam Narai        | ลำนารายณ์    | 12      | 15.467 |  |  |
| 2.  | Chai Narai       | ชัยนารายณ์    | 6       | 6.130  |  |  |
| 3.  | Sila Thip        | ศิลาทิพย์      | 12      | 5.669  |  |  |
| 4.  | Huai Hin         | ห้วยหิน       | 8       | 2.703  |  |  |
| 5.  | Muang Khom       | ม่วงค่อม      | 11      | 5.674  |  |  |
| 6.  | Bua Chum         | บัวชุม        | 9       | 8.195  |  |  |
| 7.  | Tha Din Dam      | ท่าดินดำ      | 6       | 4.582  |  |  |
| 8.  | Makok Wan        | มะกอกหวาน   | 3       | 1.526  |  |  |
| 9.  | Sap Takhian      | ซับตะเคียน    | 6       | 4.832  |  |  |
| 10. | Na Som           | นาโสม       | 6       | 2.834  |  |  |
| 11. | Nong Yai To      | หนองยายโต๊ะ  | 8       | 4.015  |  |  |
| 12. | Ko Rang          | เกาะรัง      | 10      | 6.535  |  |  |
| 14. | Tha Manao        | ท่ามะนาว     | 8       | 3.277  |  |  |
| 17. | Nikhom Lam Narai | นิคมลำนารายณ์ | 9       | 4.511  |  |  |
| 18. | Chai Badan       | ชัยบาดาล     | 8       | 6.439  |  |  |
| 19. | Ban Mai Samakkhi | บ้านใหม่สามัคคี | 6       | 2.905  |  |  |
| 22. | Khao Laem        | เขาแหลม     | 8       | 3.354  |  |  |

Con số không có trong bảng là tambon nay tạo thành huyện Lam Sonthi district